# 郑元礼
郑元礼（？—？），字文规，荥阳郡开封县（今河南省开封市）人，出自荥阳郑氏北祖第六房，北齐、北周官员。

## 生平
郑元礼年轻时喜欢学习，喜爱写文章，有名望，为高澄引荐为门客，历任中书舍人、南主客郎中、太尉咨议参军、长广郡乐陵郡二郡太守。北齐武平三年（572年），祖珽上奏后主高纬建立文林馆，郑元礼被选入文林馆等待诏命，又出任太子中舍人。崔昂的续弦夫人郑仲华是郑元礼的姐姐，魏收则是崔昂的妹夫。崔昂曾经拿着郑元礼的几首诗歌给卢思道看，说：“看郑元礼近来的诗词，也不比魏收差。”卢思道回答说：“没觉得郑元礼比魏收贤能，却知道妹夫比内弟要疏远。”北周大象年间，郑元礼在始州别驾任内去世。

## 家庭

### 父亲
- 郑敬祖，北魏著作郎

### 兄弟姐妹
- 郑绍元，过继给郑严祖，太尉咨议、赵郡太守
- 郑仲华，嫁崔昂
- 郑氏，嫁东魏侍中、司州牧、车骑大将军、仪同三司、昌乐文献王元诞[5]